# U.S. Route 89 (Arizona)
La U.S. Route 89 o Ruta Federal 89 (abreviada US 89) es una autopista federal ubicada en el estado de Arizona. La autopista inicia en el oeste desde la BL 40  , US 180   en Flagstaff hacia el este en la US 89  en Page. La autopista tiene una longitud de 219,7 km (136.49 mi).

## Mantenimiento
Al igual que las carreteras estatales, las carreteras interestatales, y el resto de rutas federales, la U.S. Route 89 es administrada y mantenida por el Departamento de Transporte de Arizona por sus siglas en inglés ADOT.

## Cruces
La U.S. Route 89 es atravesada principalmente por la  SR 64     en Cameron
 US 160     en Tuba City
 US 89A     en Bitter Springs.